# A57 (Groot-Brittannië)
De A57 is een 197,3 km lange hoofdverkeersweg in Engeland.
De weg verbindt Liverpool via Prescot, 
Warrington, Manchester, Sheffield en Worksop met Lincoln.

## Hoofdbestemmingen
- Prescot
- Warrington
- Manchester
- Sheffield
- Worksop
- Lincoln